# Klenteng Sam Po Kong

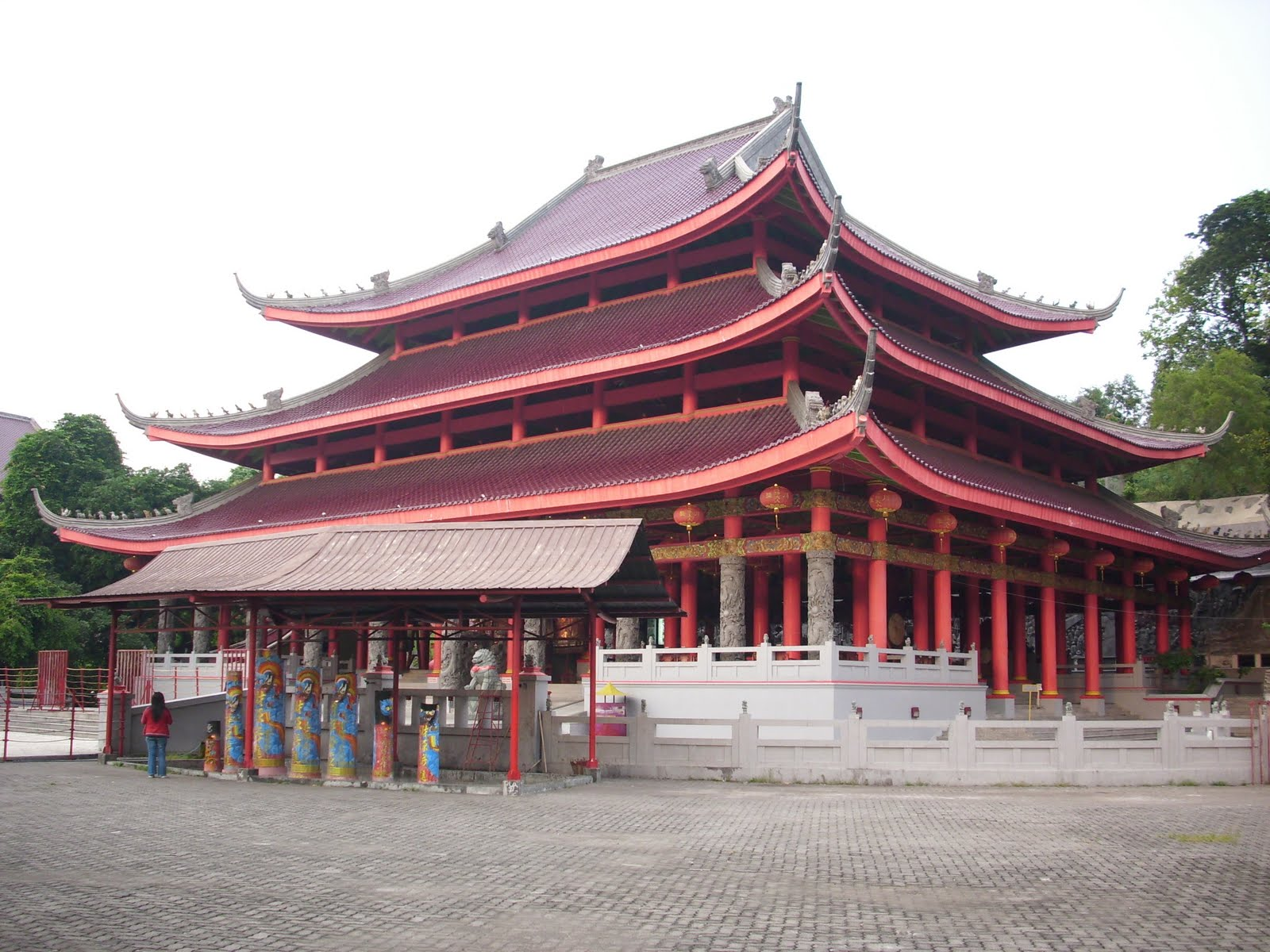
De tempel

Klenteng Sam Po Kong is een grote Chinese tempel in Semarang, Indonesië. In deze tempel wordt de zeevaarder Zheng He uit de Ming-dynastie herinnerd. Zheng He was een moslim, maar door de volgers van de Chinese volksreligie wordt hij als een god aanbeden. Chinese Indonesiërs komen naar de tempel om te bidden en om te offeren aan Zheng He. Ook wordt het door velen als bedevaartsplaats gezien. Bij de tempel is ook een stenen grot te vinden die de naam 三保洞 draagt.
Tijdens een van de zeereizen van Zheng He kwam hij aan in Semarang. Hij liet hier een moskee bouwen, verspreide de islamitische leer en leerde de lokale bevolking om bepaalde gewassen te verbouwen. De moskee is nu een tempel geworden.
In 1879 werd het gebied gekocht door Oei Tjie Sien, zoon van Oei Tiong Ham, en in 1937 werd de processie/religieuze optocht opnieuw jaarlijks gehouden.